# Ubisoft Montreal
Ubisoft Montreal (Ubisoft Montréal) är ett kanadensisk datorspelsutvecklare som ligger i Montréal, Québec. Det startades som ett dotterföretag till Ubisoft år 1997. I början utvecklade företaget bara små projekt, men nu är den en av de största spelföretagen i världen, med över 1 700 anställda.Företaget är känt för att ha utvecklat, bland andra, spel i de populära spelserierna Assassin's Creed, Prince of Persia och Splinter Cell.

## Spel (i urval)
| Speltitel                                | Datum | Format                                                                                                |
| ---------------------------------------- | ----- | --- |
| Tonic Trouble                            | 1999  | PC, Nintendo 64                                                                                       |
| Donald Duck: Goin' Quackers              | 2000  | PC, GameCube, Playstation, Playstation 2                                                              |
| Tom Clancy's Splinter Cell               | 2002  | Xbox, PC                                                                                              |
| Tom Clancy's Rainbow Six 3: Raven Shield | 2003  | PC, GameCube, Playstation 2, Xbox                                                                     |
| Batman: Rise of Sin Tzu                  | 2003  | GameCube, Playstation 2, Xbox                                                                         |
| Prince of Persia: The Sands of Time      | 2003  | PC, GameCube, Playstation 2, Xbox                                                                     |
| Myst IV: Revelation                      | 2004  | PC, Xbox                                                                                              |
| Prince of Persia: Warrior Within         | 2003  | PC, GameCube, Playstation 2, Xbox, Playstation Portable                                               |
| Tom Clancy's Rainbow Six 3: Black Arrow  | 2004  | Xbox                                                                                                  |
| Far Cry Instincts                        | 2005  | Xbox                                                                                                  |
| Prince of Persia: The Two Thrones        | 2005  | PC, GameCube, Playstation 2, Xbox                                                                     |
| Tom Clancy's Splinter Cell: Chaos Theory | 2005  | PC, GameCube, Playstation 2, Xbox                                                                     |
| Far Cry: Instincts - Evolution           | 2006  | Xbox                                                                                                  |
| Tom Clancy's Splinter Cell: Double Agent | 2006  | GameCube, Playstation 2, Xbox, Wii                                                                    |
| Tom Clancy's Rainbow Six: Vegas          | 2006  | PC, Playstation Portable, Playstation 3, Xbox 360                                                     |
| TMNT                                     | 2007  | GameCube, Nintendo DS, PC, Playstation Portable, Playstation 2, Game Boy Advance, Wii, Xbox, Xbox 360 |
| Assassin's Creed                         | 2007  | PC, Playstation 3, Xbox 360                                                                           |
| My Word Coach                            | 2007  | Wii, Nintendo DS                                                                                      |
| Naruto: Rise of a Ninja                  | 2007  | Xbox 360                                                                                              |
| Lost: Via Domus                          | 2008  | PC, Playstation 3, Xbox 360                                                                           |
| Tom Clancy's Rainbow Six: Vegas 2        | 2008  | PC, Playstation 3, Xbox 360                                                                           |
| Far Cry 2                                | 2008  | PC, Playstation 3, Xbox 360                                                                           |
| Shaun White Snowboarding                 | 2008  | Wii, PC, Playstation 3, Xbox 360, Playstation Portable                                                |
| Naruto: The Broken Bond                  | 2008  | Xbox 360                                                                                              |
| Prince of Persia                         | 2008  | PC, Playstation 3, Xbox 360                                                                           |
| Assassin's Creed II                      | 2009  | PC, Playstation 3, Xbox 360                                                                           |
| James Cameron's Avatar: The Game         | 2009  | PlayStation 3, Xbox 360, Wii, PC                                                                      |
| Shaun White Snowboarding: World Stage    | 2009  | Wii                                                                                                   |
| Tom Clancy's Splinter Cell: Conviction   | 2010  | PC, Xbox 360                                                                                          |
| Prince of Persia: The Forgotten Sands    | 2010  | Playstation 3, Xbox 360, Wii, PC, Nintendo DS, Playstation Portable                                   |
| Prince of Persia Trilogy                 | 2010  | Playstation 3                                                                                         |
| Shaun White Skateboarding                | 2010  | Playstation 3, Xbox 360, Wii, PC                                                                      |
| Assassin's Creed: Brotherhood            | 2010  | Playstation 3, Xbox 360, PC                                                                           |
| Assassin's Creed: Revelations            | 2011  | Playstation 3, Xbox 360, PC                                                                           |
| Assassin's Creed 3                       | 2012  | Playstation 3, Xbox 360, Wii U, PC                                                                    |
| Far Cry 3                                | 2012  | Playstation 3, Xbox 360, PC                                                                           |
| Far Cry 3: Blood Dragon                  | 2013  | Playstation 3, Xbox 360, PC                                                                           |
| Assassin's Creed IV: Black Flag          | 2013  | Playstation 3, Playstation 4, Xbox 360, Xbox One, PC, Wii U                                           |
| Child of Light                           | 2014  | Playstation 3, Playstation 4, Xbox 360, Xbox One, PC, Wii U                                           |
| Watch Dogs                               | 2014  | Playstation 3, Playstation 4, Xbox 360, Xbox One, PC, Wii U                                           |
| Assassin's Creed: Unity                  | 2014  | Playstation 4, Xbox One, PC                                                                           |
| Far Cry 4                                | 2014  | Playstation 3, Playstation 4, Xbox 360, Xbox One, PC                                                  |
| Tom Clancy's Rainbow 6: Siege            | 2015  | Playstation 4, Xbox One, PC                                                                           |
| The Mighty Quest for Epic Loot           | TBA   | PC |